# Landslide
«Landslide» — песня американской кантри-группы Dixie Chicks, вышедшая 2 сентября 2002 года в качестве 2-го сингла с их шестого студийного альбома Home (2002). Песню написала Стиви Никс, а продюсером были Dixie Chicks и Ллойд Мэнс (англ. Lloyd Maines). Сингл достиг первого места хит-парада Adult contemporary chart (единственный в их карьере чарттоппер в этом чарте современной поп-рок музыки), № 2 в кантри-чарте Hot Country Songs, № 6 в Billboard Hot 100. Сингл был сертифицирован в золотом статусе RIAA.

## Чарты
| Чарт (2002—2003)                     | Высшая позиция |
| ------------------------------------ | -------------- |
| Австралия (ARIA)                     | 6              |
| Canada (Nielsen SoundScan)           | 2              |
| Новая Зеландия (Recorded Music NZ)   | 27             |
| UK Singles (Official Charts Company) | 55             |
| США (Billboard Hot 100)              | 7              |
| США (Billboard Pop Airplay)          | 13             |
| США (Billboard Hot Country Songs)    | 2              |
| США (Billboard Adult Pop Airplay)    | 2              |
| США (Billboard Adult Contemporary)   | 1              |

## Итоговые годовые чарты
| Чарт (2002)                  | Позиция |
| ---------------------------- | ------- |
| US Country Songs (Billboard) | 48      |

## Сертификации
| Регион | Сертификация | Продажи  |
| --- | ------------ | -------- |
| Австралия (ARIA) | Золотой      | 35 000^  |
| США (RIAA) | Золотой      | 500,000* |
| * Данные о продажах приведены только на основе сертификации. ^ Данные о тиражах приведены только на основе сертификации. |              |          |